# 高樓麵
高樓麵是越南一種麵類料理，裡面加了猪肉和蔬菜，這種料理發源自廣南省會安市，所以又稱會安乾麵。

## 由來
關於高樓麵之由來有多種說法，普遍是認為其由乾撈麵演變而來。

## 外部連結
- Cao lầu Hội An article